# Lophopoenopsis singulare
Lophopoenopsis singulare là một loài bọ cánh cứng trong họ Cerambycidae.